# Micropia
Micropia is een wetenschapsmuseum in Amsterdam waarin het publiek kennis kan maken met microscopisch kleine organismen. Het museum werd geopend op 30 september 2014 en is daarmee het eerste microbenmuseum in de wereld. Het museum is onderdeel van Artis gelegen aan de Plantage Kerklaan, naast de hoofdingang en is toegankelijk los van een bezoek aan de dierentuin.
Het museum laat het nut zien van het onzichtbare, microscopische leven: bacteriën, virussen, algen en schimmels. Dit heeft tot doel een positieve kijk op bacteriën te geven: naar eigen zeggen hebben de organismen een stigma dat niet overeenkomt met het nut dat ze in werkelijkheid hebben.
Een van de ontwikkelaars van Micropia is hoogleraar Remco Kort.

## Microbiome Award
Jaarlijks rijkt Micropia de Microbiome Award uit aan een student. Deze stimuleringsprijs biedt studenten de kans om zich verder te verdiepen in het kleinste en machtigste leven op aarde.

## Kenneth Hudson Award
In 2016 won het museum de Kenneth Hudson Award, een prijs voor het meest innovatieve museum van Europa.